# الإرهاب الحضري
 الإرهاب الحضري هي لعبة فيديو مجانية متعددة اللاعبين من نوع إطلاق النار من منظور الشخص الأول تم تطويرها بواسطة الرمال المجمدة. في الأصل عبارة عن تحويل كامل لـ كوايك 3 أرينا من إد سوفتوير ، أصدرت الرعب الحضري في الرمال المجمدة كلعبة مستقلة مجانية في عام 2007 باستخدام إد تيك 3 كمحرك اللعبة . في حين أن محرك اللعبة مرخص بموجب ترخيص رخصة جنو العمومية مفتوح المصدر ، فإن كود لعبة الإرهاب الحضري هو مصدر مغلق وأصوله مجانية ولكنها ليست محتوى مفتوحًا .

## تاريخ
بدأت لعبة الإرهاب الحضري في عام 1998، كحزمة خرائط مخططة لـ كويك 3 أرينا، حيث تم عرض بيئات حقيقية من العالم.لقد توسعت من هذه الفكرة إلى تحويل إجمالي كامل يضم أسلحة واقعية وطريقة لعب مشابهة لـ Action Quake 2 .  تم تشكيل مجموعة التطوير تطوير ثلج السيليكون في ربيع عام 2000 وكانت مكونة من العديد من المطورين الدوليين، وكان العديد منهم على دراية بتعديل ألعاب محرك كوايك 3 أرينا.
بدأ الرمال المجمدة التطوير على الإرهاب الحضري HD في عام 2009 وكان من المقرر أن يصدر نسخة ألفا في عام 2010 لكنه سرعان ما تخلى عن المشروع وقام بتحويل المحركات من معرف التكنولوجيا3 إلى محرك غير واقعي 4 بسبب تعقيدات ترخيص معرف التكنولوجيا3.
تم اطلاق أحدث إصدار، 4.3.4، في 21 يونيو عام 2018. 

## طريقة اللعب
تم وصف الإرهاب الحضري بواسطة الرمال المجمدة بأنه " مطلق النار التكتيكي في هوليوود".  فهو يمزج عناصر من ألعاب مثل كوايك 3 أرينا و أنريل تورنمنت و كاونتر سترايك . يتم تقديم الواقعية في الوضع من خلال عدد من التغييرات: عدد الأسلحة والمعدات الأخرى التي يمكن حملها محدود. يعد الضرر أيضًا أكثر واقعية مما هو عليه في كوايك 3 أرينا ، استنادًا إلى تقسيم اللاعب المستهدف إلى مناطق منفصلة .
تتوفر العديد من أوضاع اللعب، بما في ذلك أوضاع إطلاق النار الكلاسيكية من منظور الشخص الأول مثل مباراة الموت (ألعاب الفيديو) وأمسك العلم وصمود الرجل الأخير . بالإضافة إلى ذلك، تتميز موسيقى الحضري بالرعب في لعبة "القفز" غير النصر، حيث يستخدم عازفي التسجيلات اللعبة الكلاسيكية المتقدمة من خلال "خرائط القفز" التي تعتمد على الحركة ومستويات الصوت العالية. 

## تعديل
وضع الزومبي هو تعديل على وضع لعبة الناجي في الإرهاب الحضري، ويتكون من فريقين هما البشر والزومبي. حيث يستطيع البشر حمل الأسلحة، بينما يأتي الزومبي بحمل السكين فقط. الأسلحة المتاحة في هذا الوضع لا يوجد سوى ضرر بسيط للاعبي الزومبي، حيث يأخذ الأمر ما يصل إلى 25 طلقة لقتل زومبي واحد. الضرر الناتج عن بنادق القناص هو الأعلى بنسبة 30%، بينما الرشاش الديناميكي يسبب ضرراً بنسبة 1% فقط. جميع الأسلحة الأخرى تلحق الضرر ضمن هذا النطاق. وتقدر للبشر في معظمها بحمل 3 بنادق أو أقل، بينما تمتلك الزومبي سكيناً فقط تسبب ضرراً بنسبة 66% أو أقل حسب مكان سقوط الضربة. تمتلك الزومبي سكينًا سريعًا، مما يجعلها سلاحًا للقتل للرصيد. تنتهي الجولة عندما تنتهي المهلة لفترة 3 صباحا أو يموت. 

## أنظر أيضا
- قائمة الألعاب مفتوحة المصدر

## روابط خارجية
- FrozenSand

قالب:Quake series